# 7 Days to Die
7 Days to Die là một game kinh dị sinh tồn lấy bối cảnh thế giới mở được phát triển bởi The Fun Pimps. Trò chơi được phát hành qua tiếp cận sớm (Early Access) trên Steam dành cho Microsoft Windows và Mac OS X vào ngày 13 tháng 12 năm 2013 và cho Linux vào ngày 22 tháng 11 năm 2014. Phiên bản dành cho PlayStation 4 và Xbox One được Telltale Publishing phát hành vào năm 2016.

## Cốt truyện
Các sự kiện trong game xảy ra sau chiến tranh thế giới thứ ba hạt nhân đã phá hủy một phần cực kỳ lớn của thế giới, ngoại trừ một số khu vực như quận hư cấu Navezgane, Arizona. Người chơi là nhân vật chính thoát chết trong cuộc chiến phải kiếm sống bằng cách tìm nơi trú ẩn, thức ăn và nước uống, cũng như nhặt phế liệu để chống lại vô số zombie (ám chỉ là hậu quả của bụi phóng xạ hạt nhân) cư trú ở Navezgane. Mặc dù không có mục tiêu thực sự ngoại trừ việc sống sót tại thời điểm này, các nhà phát triển đã gợi ý về một cốt truyện có thể sẽ được thêm vào trong các bản cập nhật trong tương lai.

## Lối chơi
Trong 7 Days to Die, người chơi sinh ra trong một thế giới được tạo ngẫu nhiên hoặc thế giới định sẵn ở Navezgane, Arizona, với mục tiêu sống sót càng lâu càng tốt để chống lại các phần tử và lũ zombie. Là một game sinh tồn, nhân vật người chơi luôn cần nước và thức ăn để duy trì thể lực, cũng như dễ bị thương và bệnh tật. Trò chơi dựa trên cấu trúc voxel (tương tự ở một số mặt với Minecraft), cho phép xây dựng đơn giản và phá hủy các vật thể trong môi trường mô phỏng vật lý (ví dụ: xây dựng một công trình mà không có hỗ trợ như cột và tường có thể dẫn đến sự sụp đổ của nó). Vật thể trong thế giới này xuống cấp thông qua việc sử dụng, do đó người chơi phải tìm kiếm hoặc tạo ra các công cụ mới xuyên suốt game. Người chơi cũng có thể thu thập và tạo ra các vật liệu—từ thiên nhiên và tàn dư của nền văn minh nhân loại—để chế tạo những vật phẩm cần thiết này.
Dù game bao gồm động vật hoang dã có thể bị săn bắt để lấy thức ăn hoặc sẽ săn đuổi người chơi, nhưng mối nguy hiểm chính vẫn là zombie, bị ảnh hưởng bởi chu kỳ ngày/đêm của trò chơi—trong ngày chúng là những mục tiêu tương đối chậm và dễ dàng chỉ phát hiện người chơi ở khoảng cách tương đối gần, nhưng vào ban đêm, chúng trở nên hoang dại, di chuyển nhanh hơn nhiều và do đó làm tăng đáng kể mối đe dọa của chúng. Khi ngày thay đổi dần, các biến thể khó khăn và hung hăng hơn bắt đầu xuất hiện. Hành động lén lút và đánh lạc hướng có thể được sử dụng để tránh xung đột không cần thiết, trong khi mang theo thực phẩm có mùi (như thịt sống) sẽ thu hút zombie. Chúng cũng bị cuốn hút vào các khu vực hoạt động của con người (tức là người chơi) và sẽ không ngừng tấn công bất cứ thứ gì cản trở chuyển động cho đến khi chúng bị giết hoặc chướng ngại vật bị phá hủy—gồm các công sự của người chơi. Nếu chúng phát hiện ra người chơi, zombie sẽ áp dụng cùng một cuộc truy đuổi có đầu óc cho đến khi người chơi chết hoặc rời khỏi khu vực ngay lập tức.
Tên gọi của trò chơi có liên quan đến một sự kiện quan trọng xảy ra vào mỗi ngày thứ bảy của thời gian trong game, theo đó lũ zombie tấn công vị trí hiện tại của người chơi, trừ khi có sự chuẩn bị đầy đủ và phòng thủ được xây dựng, người chơi sẽ nhanh chóng bị áp đảo.

### Chơi mạng
Phần chơi mạng có sẵn thông qua các máy chủ lưu trữ người chơi và cho phép nhiều người chơi tương tác và giao tiếp với nhau trên một thế giới duy nhất. Tương tác có thể là hợp tác hoặc thù địch tùy thuộc vào các tùy chọn máy chủ được sử dụng. Người chơi có thể chạy máy chủ của riêng mình hoặc sử dụng nhà cung cấp dịch vụ lưu trữ. Thế giới người chơi đơn có hỗ trợ mạng cục bộ, cho phép người chơi tham gia thế giới trên các máy tính được kết nối cục bộ mà không cần thiết lập máy chủ. Người chơi cũng có thể cung cấp hỗ trợ mạng diện rộng thông qua các thế giới người chơi. Máy chủ 7 Days to Die có thể chạy trên console, Windows và Linux. Có hai chế độ được hỗ trợ cho mục chơi mạng trong game: Survival (cả được tạo ngẫu nhiên và tiêu chuẩn) và Creative.

## Phát triển
Phiên bản Windows alpha của trò chơi được phát hành vào ngày 16 tháng 8 năm 2013, dành cho những người đã đặt hàng trước trên Kickstarter hoặc PayPal. Kể từ ngày 11 tháng 8 năm 2013, việc phát triển trò chơi đang diễn ra với chiến dịch gây quỹ Kickstarter kết thúc vào ngày 15 tháng 8. Ngày phát hành ước tính là tháng 5 năm 2014 cho Microsoft Windows; các phiên bản Macintosh và Linux đã được lên kế hoạch vào cuối năm nay. Trò chơi cũng được đồng ý cho làm trên Steam sau 23 ngày nhận được hơn 75.000 lượt bình chọn, 8.340 người theo dõi và 8.700 lượt yêu thích. Đó là số một trên Steam Greenlight, after chỉ sau 16 ngày với hơn 56.000 lượt bình chọn. Phiên bản Mac được phát hành vào ngày 13 tháng 9 năm 2013 cùng lúc với bản cập nhật Alpha 1.1. Trước khi các cá nhân quyết định mua 7 Days to Die qua Steam trên PC của mình, họ phải đảm bảo rằng thông số kỹ thuật trên PC của họ có các yêu cầu tối thiểu để chạy game ở mức cài đặt thấp nhất.

#### PC
7 Days To Die được phát hành ra công chúng trên bản Alpha 1.0. Chỉ những người dùng đã ủng hộ trò chơi thông qua Kickstarter Campaign hoặc đã mua nó qua PayPal mới có quyền tiếp cận bản Alpha cho đến Alpha 5.0 được phát hành trên Steam như một game tiếp cận sớm (Early Access) vào ngày 13 tháng 12 năm 2013.
Kể từ khi Alpha phát hành 7 Days To Die đã có nhiều bản cập nhật thay đổi game có các tính năng như quần xã sinh vật tuyết mới, hệ thống rèn, vũ khí mới, thay đổi đồ họa chung và địa hình mượt mà sẽ được Alpha 8 hoàn thành.
Alpha 7.8 được phát hành vào ngày 4 tháng 4 năm 2014 và ngay sau đó là Alpha 7.9 vào ngày 8 tháng 4 năm 2014. Alpha 7.10 sau đó đã được thêm vào ngày 19 tháng 4 năm 2014. Alpha 8 được phát hành vào ngày 7 tháng 5 năm 2014, cập nhật hình ảnh thành hoạt hình zombie và làm mượt địa hình lần cuối. Alpha Version 9 được phát hành vào ngày 19 tháng 8 năm 2014 và thêm các thế giới được tạo ngẫu nhiên, chấn thương mới, hiệu ứng ánh sáng mới và đồ họa mới. Alpha Version 10 được phát hành vào ngày 22 tháng 11 năm 2014 và bổ sung hệ thống tạo nhân vật mới với trang phục phù hợp với khuôn mặt/cơ thể, hệ thống bản đồ nhiệt thế giới bầy zombie mới và hệ thống chăm sóc sức khỏe mới.
Alpha Version 11 được phát hành vào ngày 2 tháng 4 năm 2015, nơi các nhà phát triển cập nhật lên Unity 5, bao gồm nhiều cải tiến về đồ họa, hệ thống tầm bắn chất lượng mới cho súng, vũ khí, công cụ và áo giáp và một con Zombie mới có tên là "Feral". Alpha 12 được phát hành vào ngày 3 tháng 7 năm 2015 và bổ sung một hệ thống xe mới với Mini Bike, hệ thống thời tiết đầu tiên, hệ thống âm thanh và vật lý mới, cùng với các bản sửa lỗi và bổ sung khác. Alpha 13 được phát hành vào ngày 10 tháng 12 năm 2015, bổ sung các yếu tố sinh tồn nhiệt độ, hệ thống kỹ năng và hệ thống chế tạo đồ đạc được thiết kế lại. Độ khó của trò chơi đã tăng lên, nhưng nó vẫn tiếp tục phổ biến.
Alpha 14 được phát hành vào ngày 26 tháng 3 năm 2016, với nhiều cải tiến và nhiều tính năng hơn, rất nhiều sửa lỗi, cũng như một số tối ưu hóa hiệu năng và đồ họa. Alpha 15 sau đó được phát hành vào ngày 5 tháng 10 năm 2016 với những cải tiến lớn đối với các bản đồ được tạo ngẫu nhiên, hệ thống thương nhân, mức độ khó mới và một số tính năng khác. UMA-Zombies được giới thiệu trong Alpha này sẽ bị xóa trong Alpha 16.
Ngày 6 tháng 6 năm 2017, Alpha 16 đã được phát hành. Phiên bản này đã thêm yếu tố điện năng vào trò chơi lần đầu tiên và giới thiệu nhiều loại bẫy khác nhau bao gồm hàng rào điện và lưỡi quay sắt. Ngày 19 tháng 11 năm 2018, Alpha 17 đã chính thức được phát hành, bổ sung hệ thống nhiệm vụ cũng như các phương tiện mới và nhiều đại tu hệ thống.

#### Console
Vào tháng 4 năm 2016, trò chơi đã được công bố cho PlayStation 4 và Xbox One. Game do Telltale Publishing phát hành vào tháng 6 và tháng 7 năm 2016.
Bản cập nhật gần đây nhất cho các phiên bản console, Patch 13, được phát hành vào ngày 13 tháng 12 năm 2017. Bản vá này cập nhật phiên bản PlayStation 4 của trò chơi lên phiên bản 1.18 và phiên bản Xbox One của trò chơi lên phiên bản 1.0.18.0.

## Telltale đóng cửa
Ngày 21 tháng 9 năm 2018, Telltale Games đột ngột sa thải hầu hết nhân viên của mình do vấn đề tài chính, vào ngày 11 tháng 10 năm 2018, bắt đầu thanh lý tài sản của mình thông qua Sherwood Partners. Một tuyên bố của The Fun Pimps vào ngày 13 tháng 11 năm 2018, thông qua diễn đàn trực tuyến chính thức của họ đã biết "khi nghe tin này, The Fun Pimps đã ngay lập tức chấm dứt thỏa thuận cấp phép với Telltale, chỉ cho phép xuất bản quyền lợi trên các hệ máy console của tựa game 7 Days to Die." Họ đã tiếp tục nói rằng điều này "cũng đã cắt đứt quyền lợi của Telltale đối với bất kỳ bản cập nhật hoặc phần tiếp theo nào trong dòng game 7 Days to Die."
Kể từ đó và tính từ tháng 6 năm 2019, không có thông tin chính thức nào về tình trạng quyền xuất bản của phiên bản Xbox One và PlayStation 4 được phát hành bởi The Fun Pimps hoặc Telltale Games. Các bản console đã không nhận được bất kỳ bản cập nhật nào kể từ tháng 12 năm 2017.

## Đón nhận
Các phiên bản PlayStation 4 và Xbox One của 7 Days to Die nhận được những đánh giá "bất lợi" theo trang web tổng hợp kết quả đánh giá Metacritic.
Tính đến tháng 6 năm 2018, trò chơi đã đạt được đánh giá "rất tích cực" với hơn 46.000 đánh giá trên Steam và là một trong "Top 100 tựa game bán chạy nhất năm 2017" trên Steam, dù vẫn đang trong giai đoạn phát triển alpha.